# Cmentarz ewangelicki w Łuszczanowicach-Kolonii
Cmentarz ewangelicki w Łuszczanowicach-Kolonii – cmentarz znajdujący się we wsi Łuszczanowice-Kolonia, w lesie przy szosie.
Do naszych czasów zachowało się kilkanaście zdewastowanych nagrobków z inskrypcjami w języku niemieckim oraz kilka słupów z ogrodzenia. Data powstania nekropolii pozostaje nieznana.